# 創世中等教育学校
創世中等教育学校（そうせいちゅうとうきょういくがっこう）とは、かつて群馬県前橋市昭和町三丁目にあった私立中等教育学校。

## 概要
群馬県で最初の、また日本でも最初の私立中等教育学校として2000年（平成12年）に開校し、前期課程と後期課程とでそれぞれ生徒を募集していたが、2008年（平成20年）度現在で全体定員の2割程度の197名しか在籍していなかったように、設立当初から大幅な定員割れによる赤字経営が続いたことを受け、2008年（平成20年）7月18日、生徒募集停止を発表した。それ以前の2007年（平成19年）10月頃よりも、設置者の平方学園は日本私立学校振興・共済事業団から学校を早期に閉鎖するよう指導を受けていた。平方学園は、卒業年次以外の生徒をも系列の明和県央高等学校や外部の学校に転籍させる方針を採り、在籍者がいなくなった2011年（平成23年）4月より、創世中等教育学校は休校となった。同年12月20日には、第228回群馬県私立学校審議会において学校の廃止を認可するよう群馬県知事大澤正明に答申がなされた。

## アクセス
- JR両毛線 前橋駅からバス
- JR上越線 群馬総社駅よりバス。

## 入学受験について
推薦試験
面接と作文（与えられたテーマについて500～600字程度を書く試験）。
一般試験
主要3教科（国・数・英）を各50分で実施。及び、面接試験。

## 学校行事
修学旅行
- 3年生（中学3年）：京都と奈良。
- 5年生（高校2年）：ロンドンまたは沖縄の選択。

高校音楽教室
2006年（平成18年）、群馬県民会館で開催された、群馬県教育委員会、群馬交響楽団共同主催による「高校音楽教室」は、群馬県立前橋西高等学校と共同で参加した。

## 関連文書
- 平方昇一執筆「私学として開校に思うこと－創世中等教育学校」（月刊高校教育編集部編『中高一貫教育推進の手引』（学事出版、2000年（平成12年）7月21日発行）の「4.中高一貫教育校事例等」のpp.101 - 107に所蔵）